# Erateina wheeleri
Erateina wheeleri là một loài bướm đêm trong họ Geometridae.